# میشائل براند
میشائل براند (آلمانی: Michael Brand؛ زادهٔ ۱۹ نوامبر ۱۹۷۳) یک سیاست‌مدار اهل آلمان است.